# 凱羅斯島

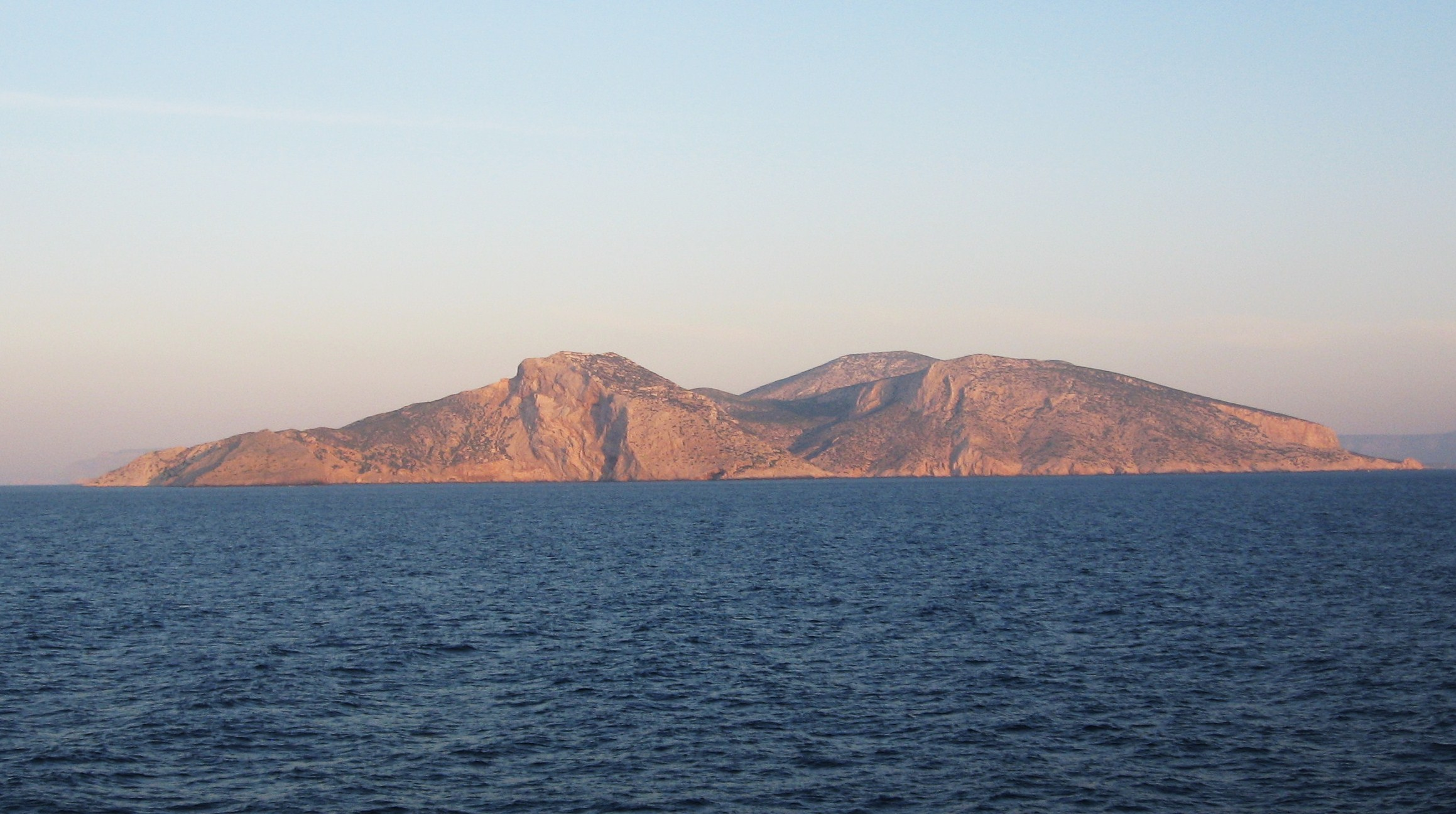
从海上眺望岛的北部

凯羅斯島（希臘語：Κέρος）是希臘的島嶼，为基克拉澤斯群島中的小基克拉泽斯群岛中的一个岛屿，距離納克索斯島10公里。面積15平方公里，最高點海拔高度432米，島上無人居住。行政上该岛隶属于南愛琴大區纳克索斯专区中的纳克索斯和小基克拉泽斯市镇。

## 外部連結
- 纳克索斯和小基克拉泽斯市镇官方网站 （页面存档备份，存于） （希腊文）